# Jacqueline Oble
Anne Jacqueline Oble (sinh năm 1950) còn được gọi là Jacqueline Lohoues-Oble là một luật sư và chính trị gia người Bờ Biển Ngà, là người phụ nữ đầu tiên ứng cử trong một cuộc bầu cử tổng thống.

## Cuộc sống ban đầu và giáo dục
Anne Jacqueline Lohoues sinh ra ở Dabou năm 1950, một trong mười một đứa trẻ. bà có bằng cử nhân luật của Đại học Abidjan-Cocody (1975), bằng thạc sĩ về Luật tư của Đại học Paris II (1977) và bằng tiến sĩ của Đại học Jean Moulin (1982).

## Sự nghiệp
Oble là một luật sư và là giáo sư luật đầu tiên ở châu Phi cận Sahara tại Trường Luật Abidjan và từng làm trưởng khoa luật từ năm 1986 đến 1989. Năm 1984, bà gặp Tổng thống Gabon Omar Bongo tại một hội nghị về luật gia đình ở Châu Phi, người sau đó đã giới thiệu bà với Tổng thống Félix Houphouët-Boigny. Năm 1990, Houphouët-Boigny bổ nhiệm Bộ trưởng Bộ Tư pháp và Người giữ con dấu dưới thời Thủ tướng Alassane Ouattara.
Sau cái chết của Houphouët-Boigny năm 1993, Oble là một trong những thành viên sáng lập của đảng Cộng hòa cùng với anh trai Vincent Lohoues Essoh, người sau này trở thành Bộ trưởng Bộ Xây dựng và Quy hoạch Thị trấn dưới chính phủ chuyển tiếp của Robert Guéï.
Năm 1995, Oble được bầu làm đại biểu Quốc hội cho Abobo. Bà đã từ chức năm 1999 sau khi phản đối ứng cử viên của Tổng thống Ouattara cho cuộc bầu cử tổng thống năm 2000. bà trở lại trường đại học và sau đó hành nghề cố vấn pháp lý cho Thủ tướng Charles Konan Banny từ năm 2006 đến năm 2007 
Oble từng là chủ tịch của Bộ trưởng Phụ nữ và Nghị viện Châu Phi và là thành viên sáng lập của Hiệp hội Luật sư Phụ nữ. Sau cuộc bầu cử Ellen Johnson Sirleaf ở nước láng giềng Liberia năm 2005, nhiều phụ nữ đã khuyến khích bà ra tranh cử tổng thống. Năm 2010, bà là một ứng cử viên trong cuộc bầu cử tổng thống, người phụ nữ đầu tiên tranh cử vị trí này. Mặc dù bà đã đánh bại sáu trong số 13 ứng cử viên khác, bà chỉ nhận được 0,27 phần trăm phiếu bầu. bà chọn ủng hộ Laurent Gbagbo trong vòng bỏ phiếu thứ hai. Sau cuộc bầu cử của ông, bà được bổ nhiệm làm người phát ngôn của ông, và sau đó từ ngày 5 tháng 12 năm 2010 đến ngày 11 tháng 4 năm 2011, bà giữ chức Bộ trưởng Giáo dục trong chính phủ Gilbert Aké, không được cộng đồng quốc tế bàng nhận. Vào ngày 18 tháng 12 năm 2010, bà đã thay mặt Gbagbo và kêu gọi rút ngay lập tức quân đội Liên Hợp Quốc và Pháp khỏi đất nước, nói rằng Liên Hợp Quốc đã phạm tội "sai lầm nghiêm trọng" và "khinh miệt" đối với các tổ chức của đất nước. Vào ngày 11 tháng 1 năm 2011, Liên minh Châu Âu đã đặt Oble dưới các lệnh trừng phạt với tư cách là thành viên của chính phủ Ake N'Gbo. Sau khi Gbagbo bị bắt vào ngày 11 tháng 4 năm 2011, chấm dứt Nội chiến Ivorian lần thứ hai, bà là bộ trưởng duy nhất không bị các nhà lãnh đạo mới làm phiền.
Oble trở lại với bàng việc của mình như là một học giả tại Đại học Félix Houphouët-Boigny ở Cocody và loại trừ việc tranh cử trong cuộc bầu cử tổng thống năm 2015. Năm 2013, bà là thành viên của Hội đồng khoa học của Liên minh cán bộ tư pháp quốc tế.

## Ấn phẩm
- Lohoues-Oble, Jacqueline (1999). "L'apparition d'un droit international des affaires en Afrique". Revue internationale de droit comparé. Quyển 51. tr. 543–591.
- Oblé-Lohoues, Jacqueline (1984). Le droit des successions en Côte d'Ivoire: tradition et modernisme. Nouvelles Editions africaines.
- Assi-Esso, Anne-Marie; Issa-Sayegh, Joseph; Lohoues-Oble, Jacqueline (2002). Droit des assurances. Bruylant.
- Issa-Sayegh, Joseph; Lohoues-Oble, Jacqueline (2002). Ohada - Harmonisation du droit des affaires. Bruylant.
- Lohoues-Oble, Jacqueline (2008). "Autonomy Of The Parties: The Supplemental Character Of The Provisions Of The Ohada Preliminary Draft Uniform Act On Contract Law". Unif Law Rev. Quyển 13. tr. 337–338. doi:10.1093/ulr/13.1-2.337.
- Lohoues-Oble, Jacqueline (2009). "Le Traite Ohada Et L'Acte Uniforme Relatif Aux Procedures Simplifiees De Recouvrement Et Des Voies D'Execution: Esquisse D'Un Droit International De L'Execution". Romanian Journal of Compulsory Execution. Quyển 148.

## Giải thưởng và danh dự
- Hiệp sĩ ở Ordre des Palmes Académiques của Pháp
- Chỉ huy trong Giáo dục Quốc gia Cộng hòa bàte d'Ivoire
- Sĩ quan trong trật tự quốc gia Bờ biển Ngà [4]

## Cuộc sống cá nhân
Oble là góa phụ và có bốn bà con gái và hai cháu gái.